# La Motte (Jersey)

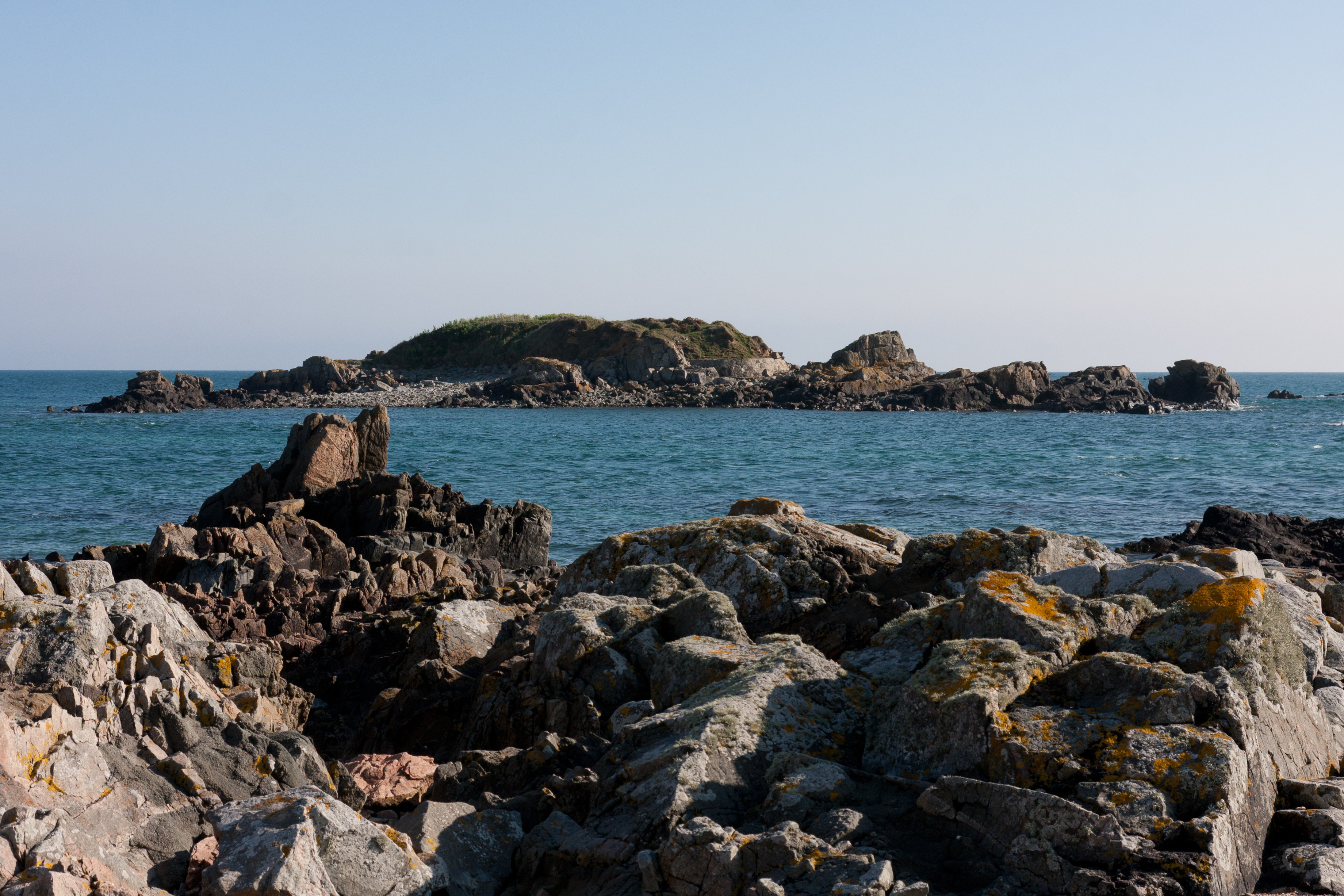
Die Gezeiteninsel La Motte

La Motte (englisch: Green Island) ist eine Gezeiteninsel an der Südostspitze der Kanalinsel Jersey und gehört zur Gemeinde Saint Clement und zum Ortsteil Vingtaine de Samarès.
Sie ist im Register der Historic Environments als besonders bedeutende archäologische Fundstätte (Listed Place Grade 1) gelistet.
Die zerklüftete, felsige Insel befindet sich an der Südostspitze Jerseys und kann während der Ebbe zu Fuß erreicht werden. Auf ihr wurden Überreste neolithischen Ursprungs aus der Zeit zwischen 1500 und 300 v. Chr. gefunden, u. a. Cairns und Muschelhaufen.
Reste eines Friedhofes auf La Motte werden späteren Siedlern zugeschrieben. Diese wurden 1910 durch natürliche Erosion freigelegt, erforscht und auf Grund der hohen Gefahr der Zerstörung durch weitere Erosion komplett entfernt. Die Funde der Ausgrabungen befinden sich im Museum von La Hougue Bie in Grouville auf der Insel Jersey.
Das umgebende Gebiet ist unter dem Titel SSI Green Island als geologisches Gebiet von besonderem Interesse (geological site of special interest) ebenfalls im Register eingetragen und steht unter Schutz.

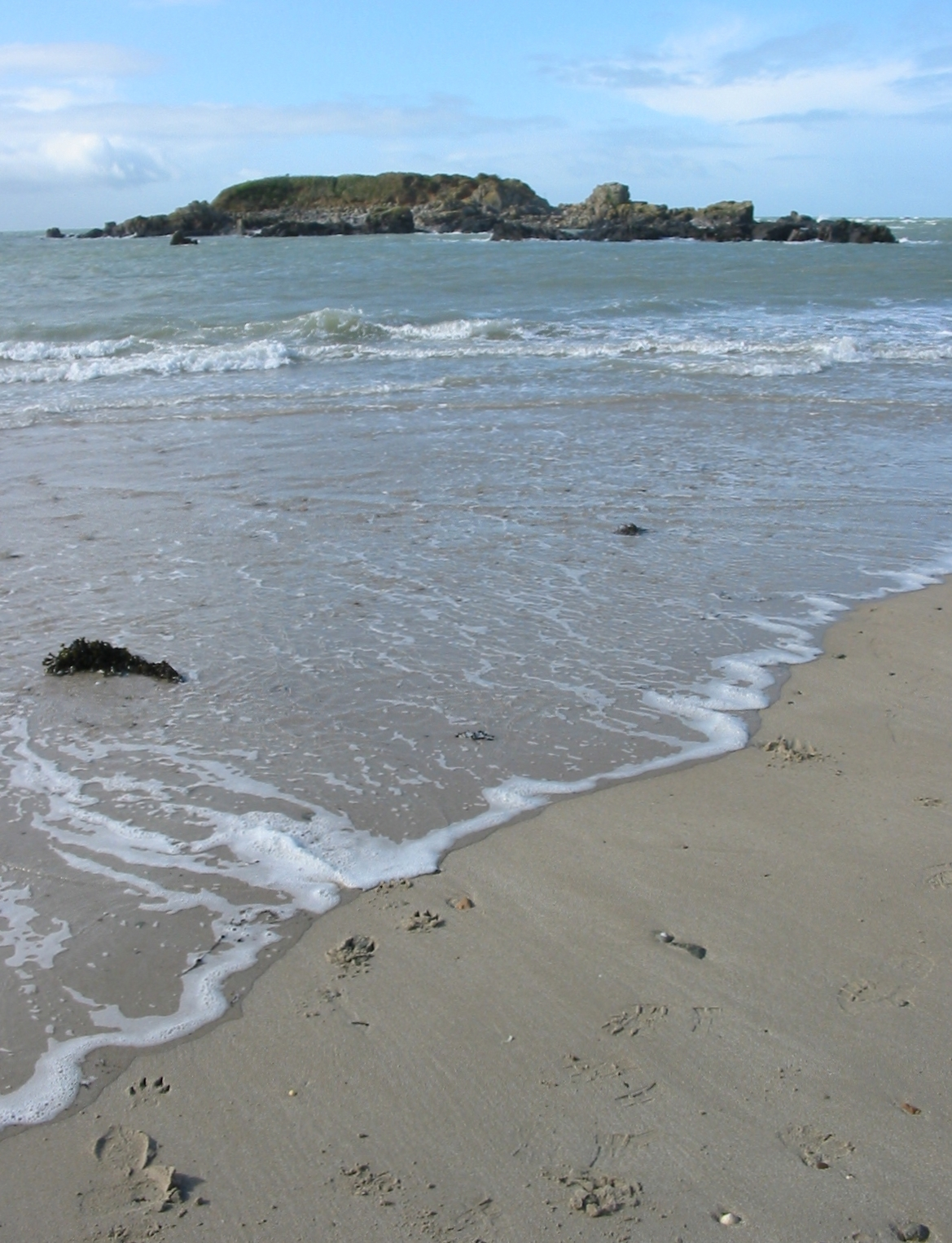
La Motte vom Strand bei La Sordonnière aus gesehen.
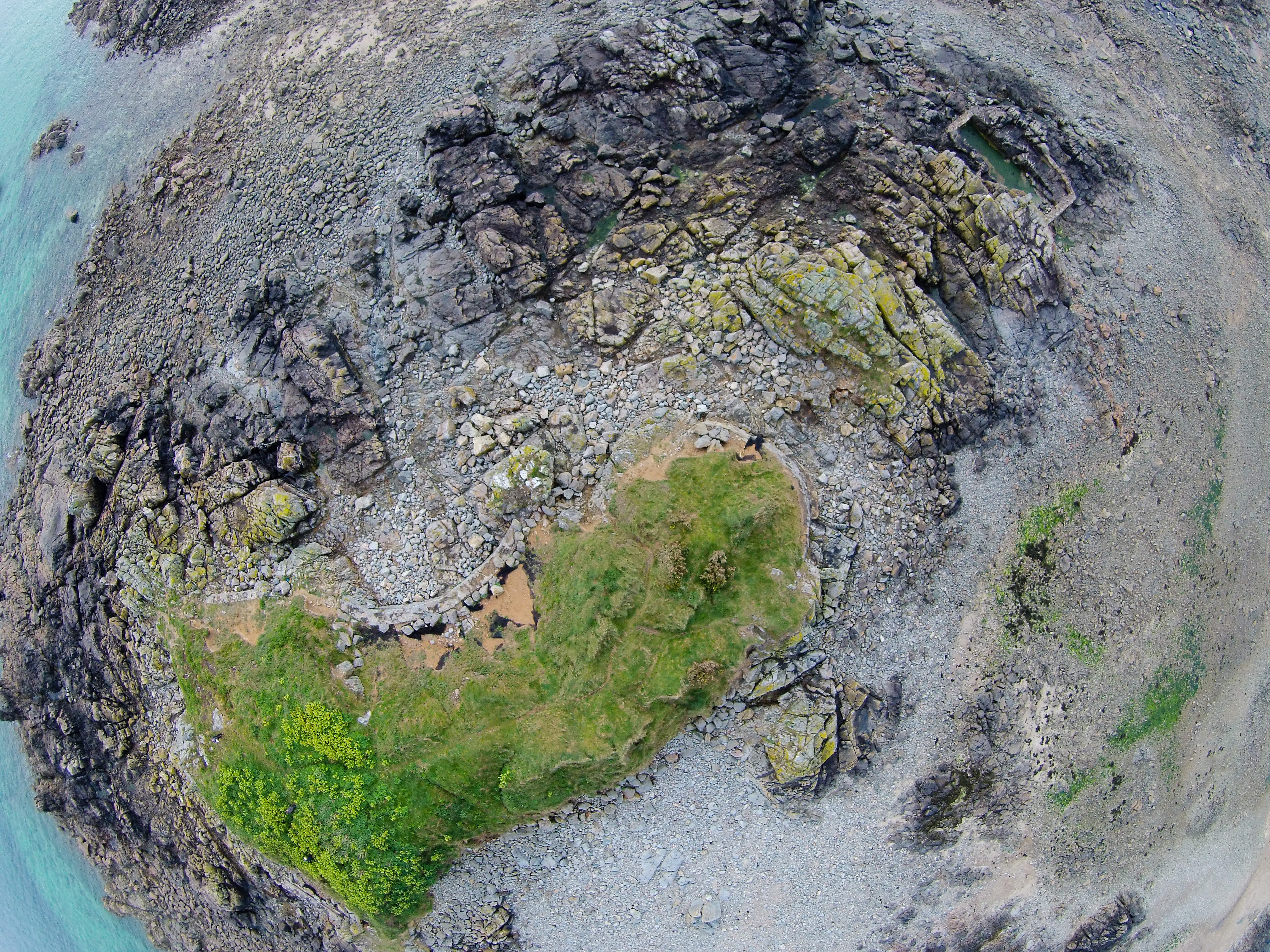
Luftbild von La Motte